# Fatih Baydar
Fatih Baydar (* 1983) ist ein türkischer Gewichtheber.

## Karriere
Baydar war 1999 Jugend-Europameister und 2003 Junioren-Vize-Europameister. Bei den Junioren-Weltmeisterschaften 2002 und 2003 gewann er Bronze. Bei den Aktiven nahm er erst 2012 an Europameisterschaften teil und gewann auf Anhieb Silber im Zweikampf und Gold im Reißen in der Klasse bis 85 kg. Danach gehörte er zum türkischen Aufgebot für die Olympischen Spiele in London. Kurz vor den Spielen wurde er allerdings bei einer Trainingskontrolle positiv auf Hydroxystanozolol getestet und für zwei Jahre gesperrt.